# 우자싱
우자싱(중국어 정체자: 吳嘉星, 병음: Wú Jīaxīng, 한자음: 오가성, Kathy Ng Ka Sing, 1982년 11월 12일 ~ )은 홍콩의 배우, 텔레비전 진행자, 기업인이다.